# Metropolitanato de Selimbria

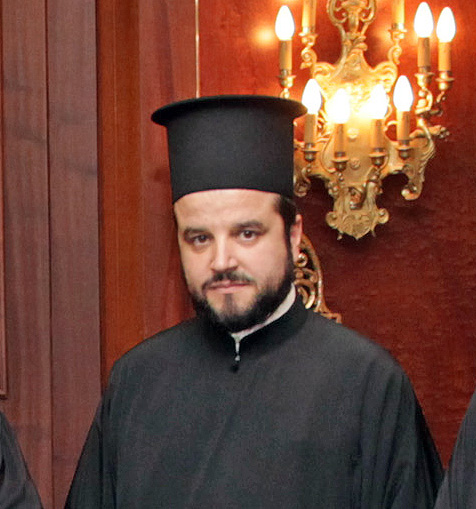
Metropolitano Máximo Vgenopoulos.

El metropolitanato de Selimbria (en griego: Ιερά Μητρόπολη Σηλυβρίας) es una diócesis de la Iglesia ortodoxa perteneciente al patriarcado de Constantinopla, que se halla vacante desde el vaciamiento de sus fieles en 1922. Su sede estuvo en Selimbria (la actual Silivri). Su titular lleva el título metropolitano de Selimbria, el más honorable ('hypertimos') y exarca de Europa (en griego: Ο Σηλυβρίας, υπέρτιμος και έξαρχος Θράκης). Es una antigua sede metropolitana de la provincia romana de Europa en la diócesis civil de Tracia y en el patriarcado de Constantinopla.

## Territorio
El metropolitanato de Selimbria se encuentra en la provincia de Estambul. Limita al norte con el metropolitanato de Derkos; al este con el metropolitanato de Metres y Atira; al sur con el mar de Mármara; y al oeste con los metropolitanatos de Heraclea y Tyroloi y Serention.
Además de Silivri, otra localidad del metropolitanato es Selimpaşa.

## Historia
Selimbria (que a principios del siglo V pasó a llamarse oficialmente Eudoxiópolis) fue una diócesis que en el siglo VI era sufragánea del metropolitanato de Heraclea, cuando fue promovida a arquidiócesis autocéfala, mencionada en el lugar 19 de 34 en la Notitia Episcopatuum del pseudo-Epifanio, compuesta durante el reinado del emperador Heraclio I (circa 640). En la Notitia posterior, atribuida al emperador León VI (principios del siglo X), ocupa el undécimo lugar entre la arquidiócesis autocéfalas del patriarcado. Entre 1143 y 1180 fue elevada al rango de sede metropolitana sin sufragáneas, una situación que continuó hasta la Primera Guerra Mundial, cuando la sede de Selimbria fue suprimida de hecho a raíz de los acuerdos del Tratado de Lausana de 1923, que obligó al intercambio de poblaciones entre Grecia y Turquía.
Hay seis obispos conocidos de Selimbria en el primer milenio cristiano. Según el historiador Sócrates Scholastic , en su Historia eclesiástica, el obispo Teosebio habría sido transferido de Apamea de Asia a Selimbria. Le Quien identifica a Apamea de Asia con la sede de Apamea de Bitinia en la diócesis civil de Ponto, en cambio Destephen con la de Apamea de Pisidia en la diócesis civil de Asia.
Romano está documentado en dos ocasiones: intervino en el concilio de 448 convocado a Constantinopla por el patriarca Flavio para condenar a Eutiques y participó en el Concilio de Calcedonia en 451. Sergio participó en el tercer concilio de Constantinopla en 680. Jorge estuvo presente en el consejo convocado en Trullo en 692. Epifanio vivió en la época de las luchas iconoclastas. Simeón finalmente participó en el Concilio de Constantinopla de 879-880 que rehabilitó al patriarca Focio de Constantinopla.
En 805 el búlgaro Krum saqueó la ciudad de Selimbria. Durante la cuarta cruzada la ciudad fue conquistada por los cruzados en 1204, que la incorporaron al Imperio latino de Constantinopla. Durante un corto período fue la sede de una diócesis latina, presumiblemente hasta la reconquista bizantina de Selimbria en enero de 1260. No se conoce ningún nombre de los obispos de esta sede latina; solo se conoce su existencia a partir de las epístolas de los papas de la época, en particular Inocencio III y Honorio III. En 1399 Selimbria fue ocupada por el Imperio otomano, pero tras su derrota a manos de Tamerlán, en 1403 la devolvieron a los bizantinos. Fue recuperada por los otomanos en 1453.
Los rusos ocuparon Silivri el 5 de febrero de 1878 durante 1 mes hasta el 3 de marzo de 1878. Los búlgaros la ocuparon el 16 de noviembre de 1912 hasta el 30 de mayo de 1913. El 28 de julio de 1920 Grecia anexó el área del metropolitanato de Heraclea, pero en octubre de 1922 los ortodoxos del metropolitanato fueron evacuados a Grecia y el área entregada a Turquía el 12 de noviembre de 1922. Tras el Tratado de Lausana de 1923, para poner fin a la guerra greco-turca, se implementó un intercambio de poblaciones entre Grecia y Turquía que condujo a la extinción total de la presencia cristiana ortodoxa en el territorio del metropolitanato de Selimbria. La iglesia de la catedral de San Espiridón, ubicada en el lugar más alto de la ciudad, fue destruida en 1922. En ella se conservaban las reliquias del mártir Agathonikos de Nicomedia.
El 15 de julio de 2014 se restableció la actividad de la metrópolis.

## Cronología de los obispos
- Teosebio † (antes de 434)
- Romano † (antes de 448-después de 451)
- Sergio † (mencionado en  680)
- Jorge † (mencionado en  692)
- Epifanio †
- Simeón † (mencionado en 879)

(...)
- Calínico † (diciembre de 1790-agosto de 1816 renunció)
- Paisio † (agosto de 1816-marzo de 1818) (trasladado al metropolitanato de Filipópolis)
- Juanicio I † (marzo de 1818-3 de febrero de 1819 falleció)
- Macario V † (febrero de 1819-octubre de 1821 renunció)
- Dionisio I † (octubre de 1821-julio de 1826) (trasladado al metropolitanato de Amasya)
- Hioroteo † (julio de 1826-mayo de 1834) (trasladado al metropolitanato de Calcedonia)
- Mateo † (mayo de 1844-10 de noviembre de 1838) (trasladado al metropolitanato de Dimitrias)
- Sofronio II † (noviembre de 1838-11 de octubre de 1849 falleció)
- Juanicio II † (12 de octubre de 1849-23 de junio de 1853 renunció)
- Melecio II † (23 de junio de 1853-mayo de 1861) (trasladado al metropolitanato de Serres)
- Zacarías † (12 de junio de 1861-1 de febrero de 1877 falleció)
- Cirilo II † (9 de febrero de 1877-27 de octubre de 1881 falleció)
- Germán † (31 de octubre de 1881-8 de abril de 1892 falleció)
- Constancio † (14 de abril de 1892-7 de septiembre de 1900) (trasladado al metropolitanato de Maronias)
- Dionisio II † (3 de octubre de 1900-29 de marzo de 1913 falleció)
- Benjamín † (11 de junio de 1913-10 de septiembre de 1913 (trasladado al metropolitanato de Filipópolis)
- Eugenio † (10 de septiembre de 1913-20 de mayo de 1926) (trasladado al metropolitanato de Servia)
- Eugenio † (26 de marzo de 1927-22 de junio de 1934 falleció) (por segunda vez)
  - Sede vacante (1934-1977)
- Emilio † (15 de noviembre de 1977-21 de febrero de 2008 falleció)
  - Sede vacante (2008-2014)
- Máximo Vgenopoulos † (desde el 27 de julio de 2014)